# Роликові кросівки
Хіліс (англ. Heelys, раніше відомий як Heeling Sports Limited) — американська марка взуття для роликів (продається компанією Heelys, Inc.), яка має одне або кілька знімних коліс, вбудованих у кожну підошву, подібно до роликових ковзанів, що дозволяє користувачеві ходити, бігати або, переносячи вагу на п’яти, котитися. Гальмування можна досягти, опустивши задню частину стопи так, щоб підошва торкалася землі. Роджер Адамс запатентував Heelys у 1999 році. Штаб-квартира розташована в Керролтоні, штат Техас.

## Будова
Heelys є маркою роликового взуття (продається компанією Heelys, Inc), яке має одне, або два колеса, вбудованих в кожній підошві. Схожі на роликові ковзани, але не мають рами для прикріплення коліс, що дозволяє легко їх перетворити на звичайні кросівки вийнявши колеса, а отвори закрити спеціальними заглушками. Таким чином, власник може ходити, бігати, або шляхом переведення їх ваги на п'ятки, їхати. Гальмування може бути досягнуто за рахунок зниження в задній частині кросівка так, щоб підошва контактувала із землю.

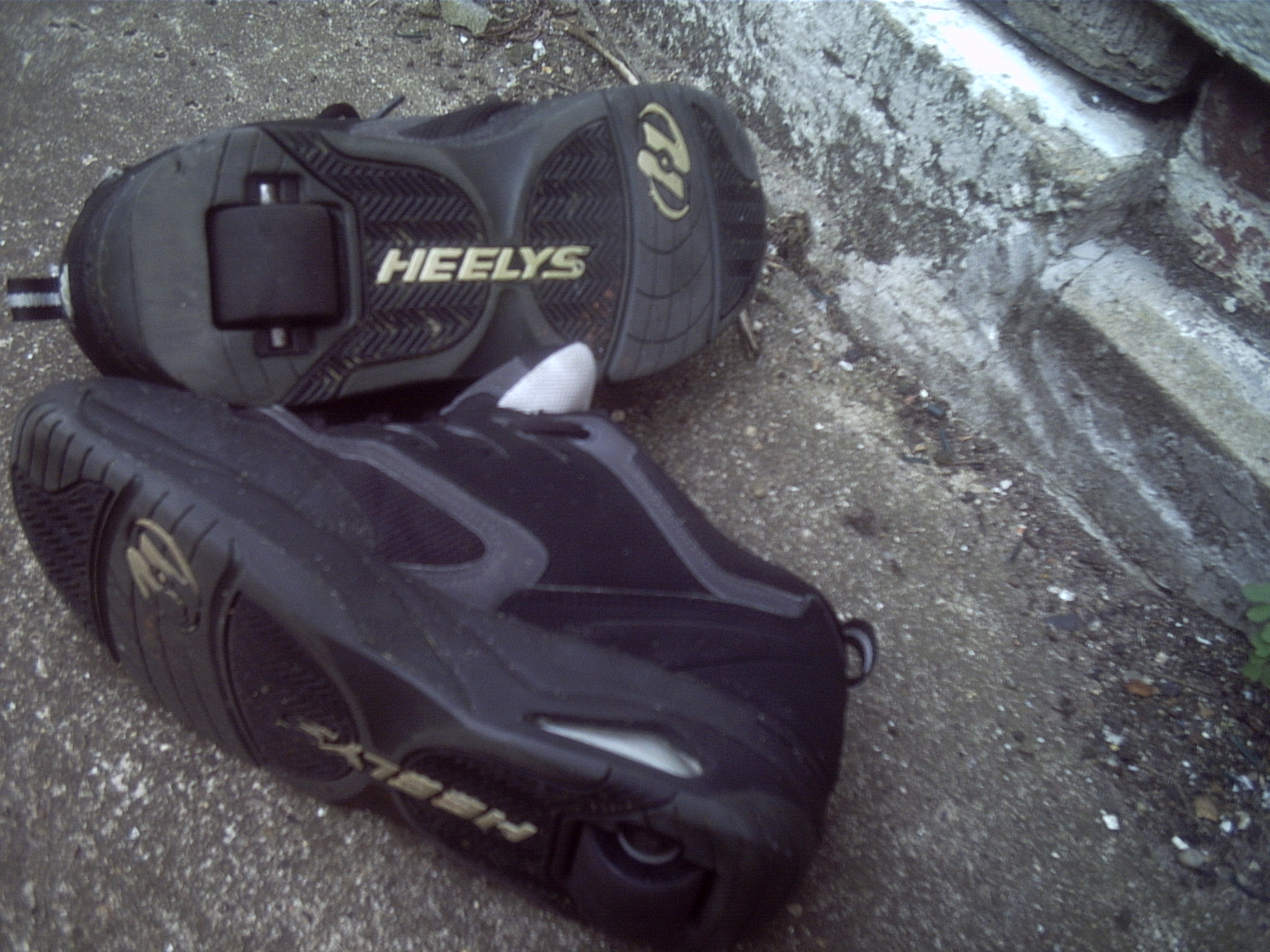
Роликове взуття Heelys

## Історія
Американець Роджер Адамс (Roger Adams) розробив і запатентував свою розробку в 2000 році. Перша пробна партія була випущена до різдва 2000 року. Всі 7000 пар були розкуплені за лічені години. У 2001 році була заснована фірма Heelys («п'ятá»), організовано виробництво. За рік було продано 420000 пар. Роджер Адамс став мільйонером. Хіліси отримали величезне визнання в середовищі тінейджерів. Продажі пішли ще стрімкіше і виробництво не встигало за попитом. Деякий час Heelys Inc. очолювала список компаній, що найбільш динамічно розвиваються, за версією журналу Business Week. За підсумками 2007 року оборот компанії склав 183 млн доларів, а чистий прибуток — 22 млн доларів. Зараз (Серпень 2009) Хіліси продаються в 70 країнах світу. Середні ціни — $90-130 за пару. Загальний обсяг продажів перевищив 10 млн пар. У цей час «Кросівки на колесах» — виробляються також іншими виробниками.

## Безпека
Як правило, трюки є невід'ємною частиною катання на ковзанах, і вони можуть бути не дозволені в деяких місцях, включаючи школи, деякі парки атракціонів, магазинах і зоопарках.
У 2007 році DALLAS — Heelys, Inc (NASDAQ: HLYS), творці взуття на колесах ХІЛІС, оголосила про результати дослідження Heiden Associates, провідного авторитета з питань безпеки продуктів і оцінки ризиків у Вашингтоні, округ Колумбія, яка завершила докладний аналіз останніх доступних даних компанії Consumer Product Safety Commission (CPSC) пов'язаних з колісними спортивними приладами. Дані CPSC Heelys підтверджує, що роликове взуття Heelys це найбезпечніший серед популярних спортивних приладів на колесах, виміряна кількість травм на 100000 учасників діяльності.
У результаті дослідження виявлено, що взуття на колесах Heelys є:
- у 39 разів безпечніше, ніж велосипед

- у 24 рази безпечніше, ніж скейтборд

- у 9 разів безпечніше, ніж скутер

- у 7 разів безпечніше, ніж звичайні роликові ковзани

Heiden Associates в наш час[коли?] проаналізував всі відповідні дані CPSC протягом останніх шести років і підтверджує безпеку колісного взуття Heelys.